# Weyer (Francia)
Weyer è un comune francese di 611 abitanti situato nel dipartimento del Basso Reno nella regione del Grand Est.

## Società

### Evoluzione demografica
Abitanti censiti